# Girard (Teksas)
Girard – jednostka osadnicza w Stanach Zjednoczonych, w stanie Teksas, w hrabstwie Kent.